# Mattias Tesfaye
Mattias Tesfaye (født 31. marts 1981) er en dansk politiker, der siden december 2022 har været børne- og undervisningsminister. Han er medlem af Socialdemokratiet, som han siden 2015 har repræsenteret i Folketinget. Tidligere var han næstformand for Socialistisk Folkeparti, valgt efter partiets landsmøde 13.-15. april 2012, men trak sig fra posten i december 2012. Før det var han medlem af Enhedslisten 2005-2008. Tesfaye startede sin politiske karriere i Danmarks Kommunistiske Parti Marxister-Leninister. I juni 2019 modtog Tesfaye sin første ministerudnævnelse som udlændinge- og integrationsminister i Regeringen Mette Frederiksen I. I 2022 udnævntes han i stedet til justitsminister. Ved dannelsen af Regeringen Mette Frederiksen II blev han børne- og undervisningsminister.

## Baggrund
Mattias Tesfaye blev født den 31. marts 1981 som søn af etiopieren Tesfaye Mamo og social- og sundhedsassistent Jytte Svensson. Tesfaye startede i murerlære i en alder af 16 år på Århus Tekniske Skole og fik i 2001 sit svendebrev efter læretid i entreprenørkoncernen SKANSKA. Tesfaye blev politisk engageret i folkeskolen under den århusianske skraldemandskonflikt i vinteren 1995-1996 og blev formand for murerlærlingene i Aarhus under sin lærlingetid, hvor han var formand fra 1999 til 2002. Siden blev han bestyrelsesmedlem i murernes fagforening i Aarhus fra 1999 til 2003, for senere at blive formand for 3F Ungdom.
Mattias Tesfaye har arbejdet som ungdomskonsulent for det daværende SiD (i dag 3F) med ansvar for at oplyse om arbejdsforhold i folkeskolen og på tekniske skoler. Han har desuden arbejdet som faglig sekretær i 3F med ansvar for at organisere nye medlemmer og forhandle overenskomster og lønaftaler med arbejdsgivere i byggebranchen. Han stoppede i 3F i foråret 2012, da han tiltrådte som næstformand i SF. Denne stilling varede dog kun til december 2012, hvorefter han igen begyndte at arbejde som murersvend.
Mattias Tesfaye bor på Københavns Vestegn med sin kone Signe Hagel Andersen og deres tre børn.

## Politisk karriere
Tesfaye startede sit politiske engagement i den politiske ungdomsorganisation Rød Ungdom i 1995 tilknyttet DKP/ML, men i 2005 meldte han sig i stedet ind i Enhedslisten, som han forlod i 2008 til fordel for SF, hvor han i april 2010 blev medlem af partiets landsledelse. Den 27. januar 2013 meldte Tesfaye sig ud af SF og ind i Socialdemokratiet med følgende begrundelse anført på hans Facebook: "Siden jeg stoppede som næstformand i SF, har jeg brugt tiden på, at diskutere politik med gamle venner, familie og kolleger fra byggebranchen, og jeg er ikke i tvivl længere: Jeg er socialdemokrat, og har derfor meldt mig ud af SF og ind i Socialdemokratiet".
Tesfaye blev ved folketingsvalget den 18. juni 2015 valgt til Folketinget for Socialdemokraterne med 8.545 personlige stemmer.
Mattias Tesfaye er blandt andet kendt for sit engagement for bedre forhold på erhvervsuddannelserne, sin kritik af social dumping og for en række udtalelser imod akademisering og ulighed.